# Mary Percy Schenck
Mary Percy Schenck Cosgove (Jersey City, 16 luglio 1917 – Tennent, 30 agosto 2005) è stata una costumista statunitense, attiva prevalentemente durante gli anni 1940.

## Biografia
Dopo gli studi a Yale, Mary Percy Schenck fece il suo debutto come costumista a Broadway nel 1942 per la produzione originale de La famiglia Antrobus. Negli anni quaranta curò i costumi di altre sei opere teatrali a Broadway, vincendo il Tony Award ai migliori costumi per L'ereditiera nel 1949. Sempre negli anni quaranta collaborò con la Metropolitan Opera House, per cui realizzò i costumi per Il trovatore e L'anello del Nibelungo.